# 金民石
金民石（1993年2月9日—），韩国男子摔跤运动员，2018年亚洲运动会男子古典式130公斤级铜牌得主、2018年世界摔跤锦标赛男子古典式130公斤级铜牌得主、2022年亚洲运动会男子古典式130公斤级铜牌得主。